# Dilmún

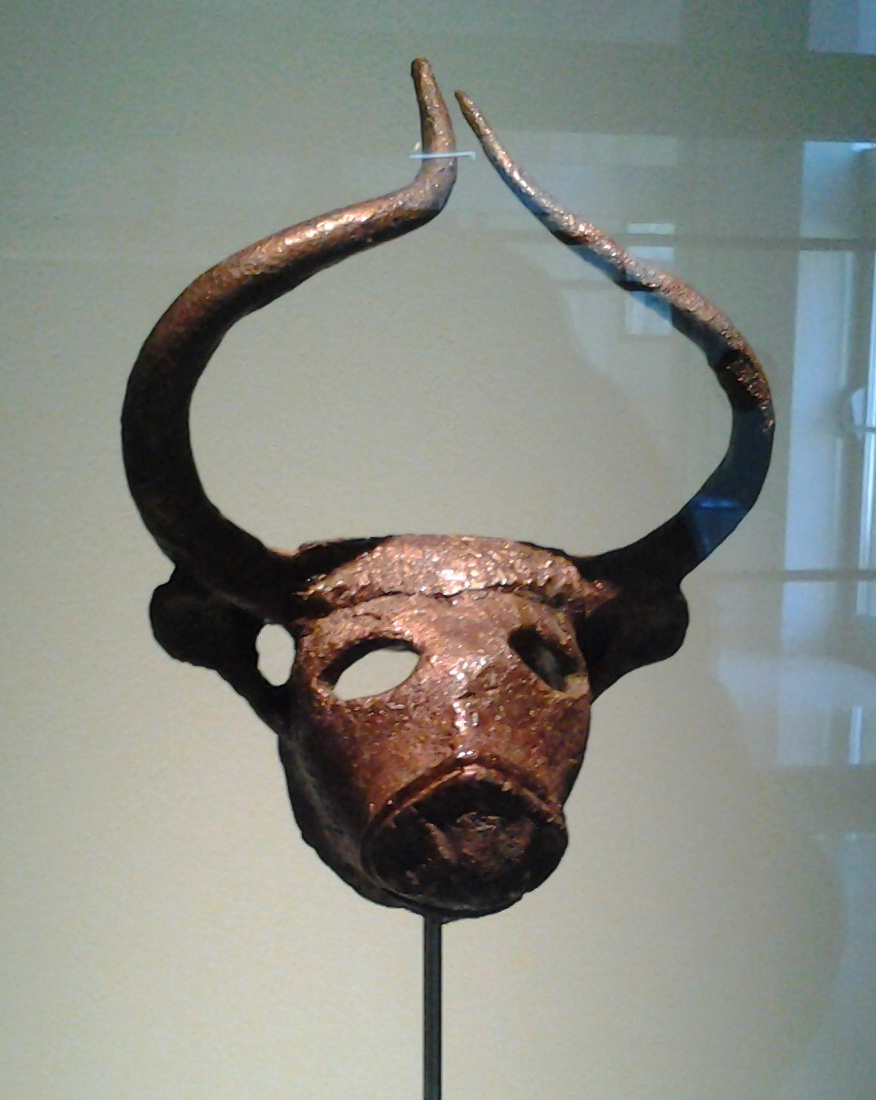
Cabeza de toro, hecha de cobre a principios del período Dilmun (aprox. 2000 a. C.), descubierta por arqueólogos daneses bajo el Templo de Barbar, Baréin. Exhibida en el Museo Nacional de Baréin.

Dilmún o Tilmún es el nombre dado a los antiguos enclaves comerciales situados en las islas de Baréin en el golfo Pérsico. Fue un importante centro de intercambio dada su ubicación en la rutas marítima que unía a la Antigua Mesopotamia con el Valle del Indo.
Existen numerosas evidencias literarias y arqueológicas que testimonian la existencia de un vínculo comercial entre ambas civilizaciones; las fuentes acadias se refieren la región del Indo como Meluhha. Impresiones realizadas por sellos de barro procedentes de la ciudad de Harappa, en el Valle del Indo, usadas para sellar paquetes de mercancía, se encontraron en Ur y en otras ciudades mesopotámicas.

## Mitología
En la mitología sumeria, Dilmún es descrito a veces  como «El lugar de la salida del sol» o «La tierra de la vida» y su patrona es la diosa Ninsikil. Una de las tablillas del Mito de Enki y Ninhursag, la describe como «Una tierra virginal y prístina, donde los leones no matan, los lobos no se llevan a los corderos, los cerdos no saben que los granos son para comer». Aparentemente, es el lugar donde tuvo escena la historia épica de la creación protagonizada por Enki, Ninhursag y Nammu y relatada en el Enuma Elish. Además, era la morada de Ninlil, diosa del aire.
Dilmún es, también, el lugar donde fue enviado Ziusudra, o (Utnapishtim), luego del Diluvio, para vivir para siempre. Gilgamesh tuvo que atravesar el Monte Mashu para alcanzar esta tierra, según se relata en su epopeya.